# Kreševo
Kreševo es un municipio y localidad de Bosnia y Herzegovina. Se encuentra en el cantón de Bosnia Central, dentro del territorio de la Federación de Bosnia y Herzegovina. La capital del municipio de Kreševo es la localidad homónima.

## Localidades
El municipio de Kreševo se encuentra subdividido en las siguientes localidades:
- Alagići
- Bjelovići
- Botunja
- Bukva
- Crkvenjak
- Crnički Kamenik
- Crnići
- Deževice
- Drežnice
- Gunjani
- Kojsina
- Komari
- Kreševski Kamenik
- Lipa
- Mratinići
- Pirin
- Poljani
- Polje
- Rakova Noga
- Ratkovići
- Stojčići
- Vidosovići
- Vodovoji
- Volujak
- Vranci
- Zvizd

## Demografía
En el año 2009 la población del municipio de Kreševo era de 5 624 habitantes. La superficie del municipio es de 149 kilómetros cuadrados, con lo que la densidad de población era de 38 habitantes por kilómetro cuadrado.